# Dorfkirche Ressen

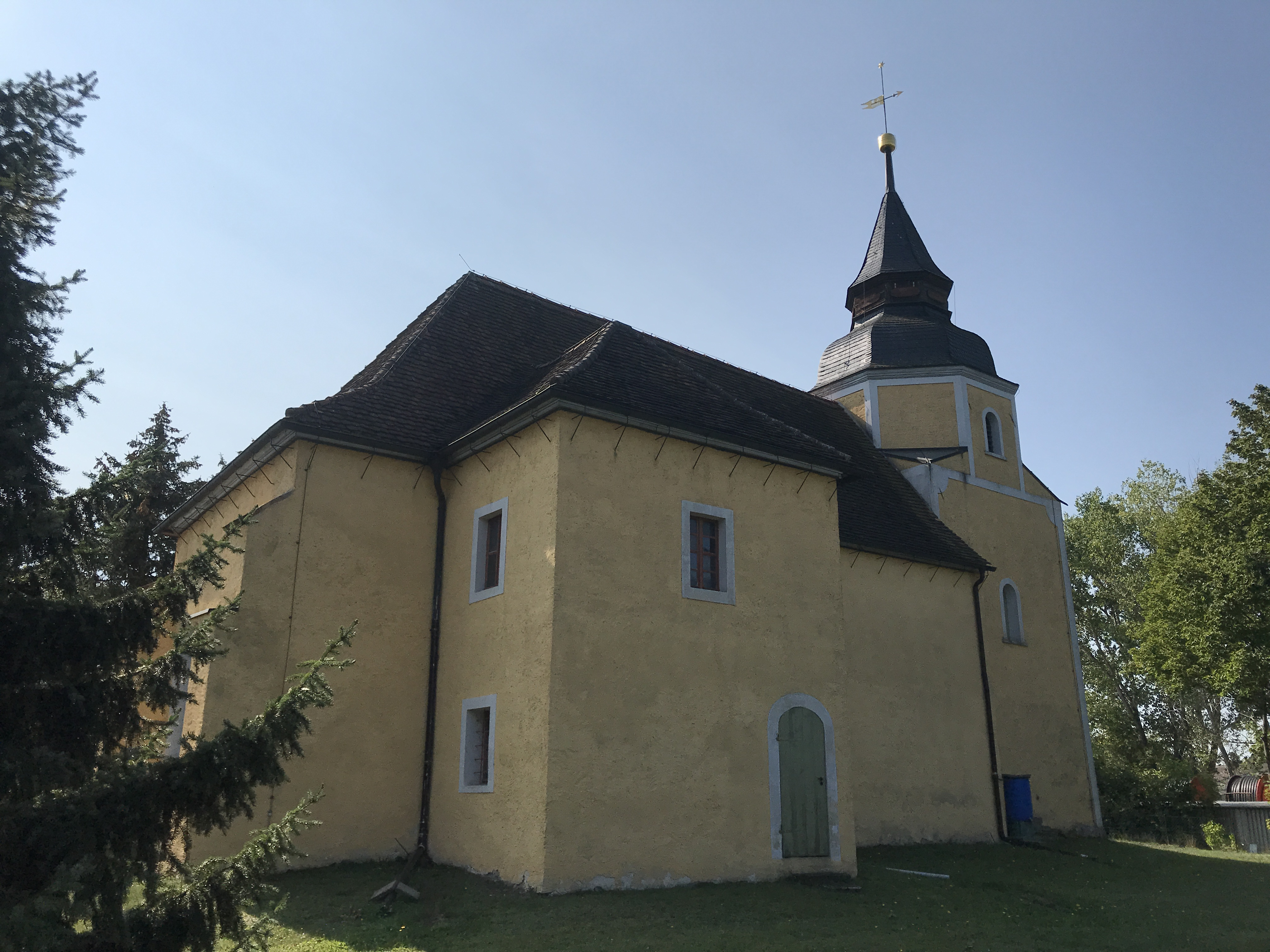
Dorfkirche Ressen

Die evangelische Dorfkirche Ressen ist eine Saalkirche in Ressen, einem Ortsteil der Gemeinde Neu-Seeland im Landkreis Oberspreewald-Lausitz im Land Brandenburg. Die Kirchengemeinde gehört zum Kirchenkreis Cottbus der Evangelischen Kirche Berlin-Brandenburg-schlesische Oberlausitz.

## Lage
Die Ressener Dorfstraße führt von Westen kommend in östlicher Richtung in den Ort. Dort zweigt der Greifenhainer Weg nach Norden ab. Die Kirche steht nordwestlich dieser Kreuzung auf einem Grundstück mit einem Kirchfriedhof, der mit einer Mauer aus Mauersteinen eingefriedet ist.

## Geschichte
Das Kirchenschiff entstand nach Angaben des Brandenburgischen Landesamtes für Denkmalpflege und Archäologischen Landesmuseums (BLDAM) „wohl“ im 15. Jahrhundert. Dabei wurde eine ältere Westwand aus dem 13./14. Jahrhundert mit einbezogen. Im Jahr 1713 erfolgte ein durchgreifender Umbau, bei dem die Fenster ersetzt und ein zweigeschossiger Logenanbau errichtet wurde. Der im Kern spätgotische Westturm wurde 1905 ausgebaut. Er erhielt einen hölzernen, barocken Achteckaufsatz, der mit Mauerstein ummantelt wurde.

## Baubeschreibung

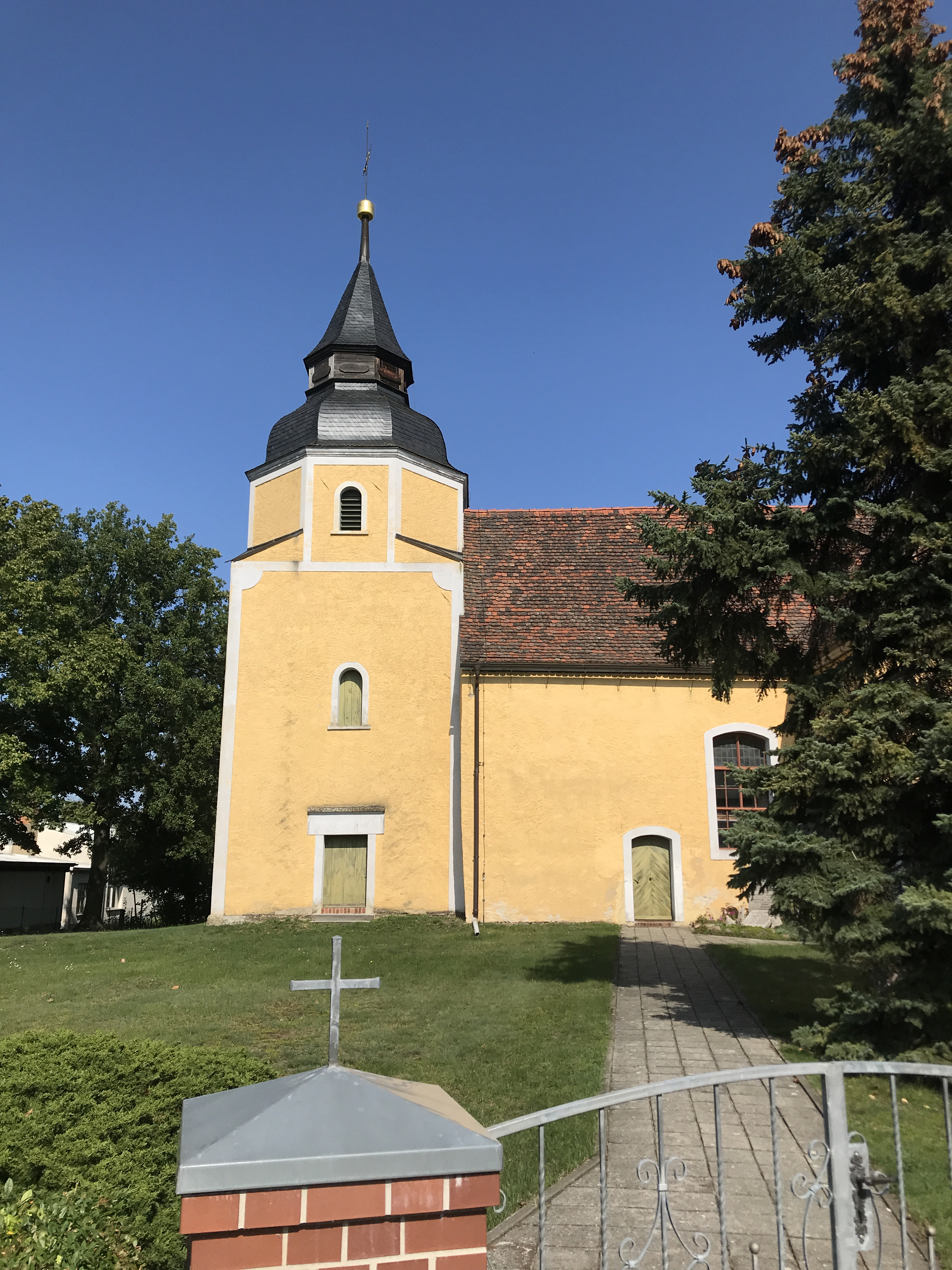
Ansicht von Süden

Der Chor ist gerade und nicht eingezogen. Am Chorschluss sind zwei große Rundbogenfenster, die nach innen ins Bauwerk versetzt eingebaut wurden. Die Gewände sind hell verputzt. Seitlich sind nach Osten je zwei zweigestufte Strebepfeiler.
Das Kirchenschiff hatte ursprünglich einen rechteckigen Grundriss. Nach dem barocken Umbau befindet sich an der Nordseite ein zweigeschossiger Anbau, der durch eine Rundbogenpforte von Norden her betreten werden kann. Oberhalb ist mittig ein hochrechteckiges Fenster, dessen Laibung durch eine aufgeputzte Fasche nochmals betont wird. Zur Ostseite sind in jedem Geschoss je ein Fenster. Im westlichen Bereich des nördlichen Langhauses ist ein weiteres Rundbogenfenster. An der Südseite des Langhauses befindet sich ebenfalls im östlichen Bereich ein zweigeschossiger Anbau. Er kann durch eine Pforte von Süden her betreten werden; westlich ist eine weitere Pforte. Im unteren Geschoss befindet sich nach Westen hin ein Fenster; im darüberliegenden Geschoss ein weiteres, mittig angeordnetes Fenster, sowie nach Osten im oberen Geschoss ein weiteres Fenster. Im westlichen Bereich des Langhauses ist ebenfalls ein großes Rundbogenfenster, weiter westlich eine Gemeindepforte.
Der Kirchturm hat einen quadratischen Grundriss und nimmt die volle Breite des Kirchenschiffs ein. Er kann durch eine hochrechteckige Pforte von Süden her betreten werden. Im mittleren Geschoss ist an jeder der zugänglichen Seiten eine kleine, rundbogenförmige Öffnung. Darüber erhebt sich das Glockengeschoss. Es besteht aus einem oktogonalen Aufsatz, in dem sich an der Nord-, Süd- und Westseite je eine rundbogenförmige Klangarkade befindet. Der Turm schließt mit einer geschweiften Haube, Turmkugel und Kreuz ab.

## Ausstattung

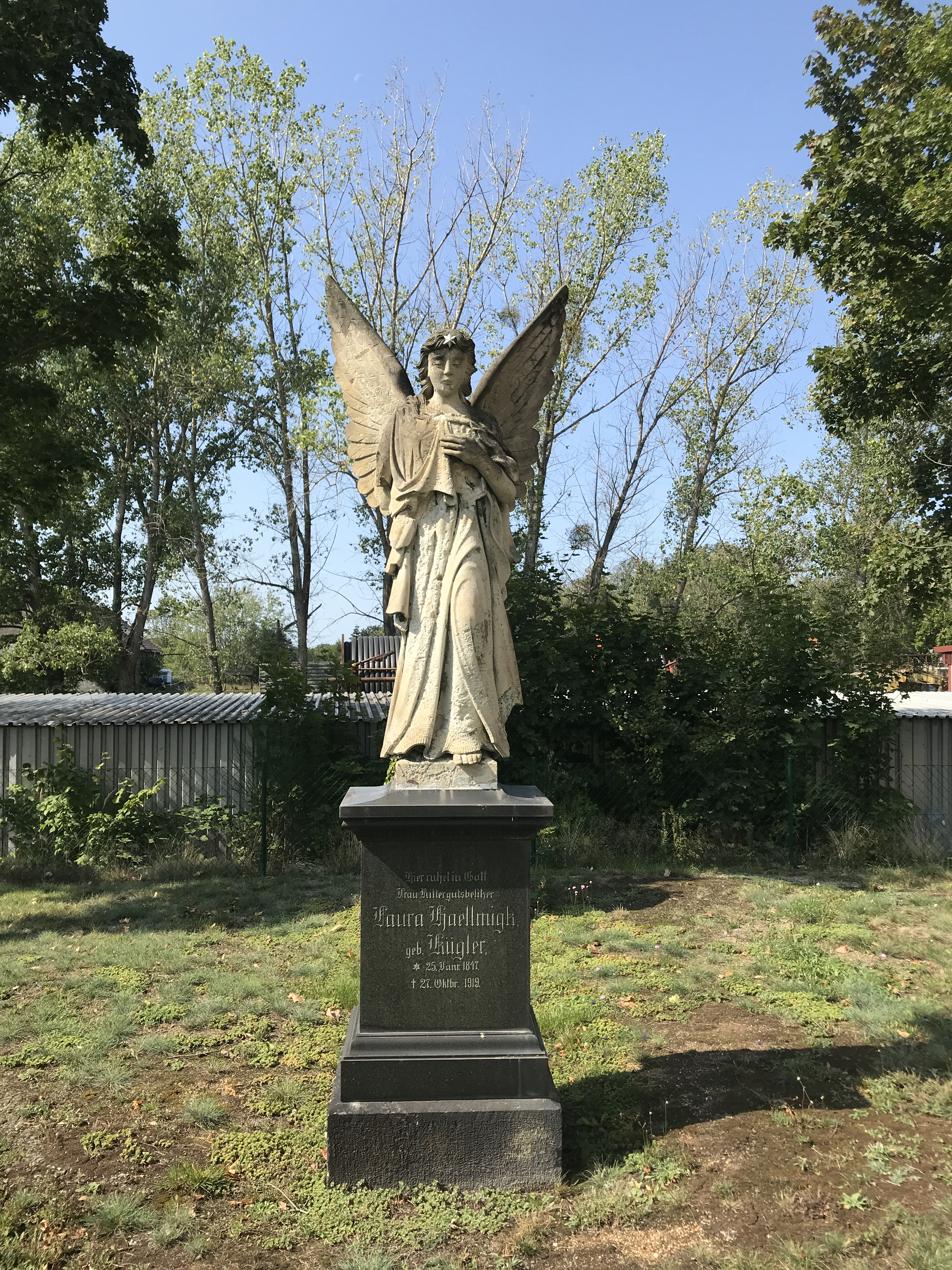
Grab der Rittergutsbesitzerin Laura Haellmigk

Im Innenraum steht ein Kanzelaltar aus dem Jahr 1713, der vom BLDAM als „einfach“ bezeichnet wird. Die übrige Ausstattung wurde 1985 weiß neu gefasst, darunter auch die kurze Hufeisenempore. Dort steht eine Orgel, die Gustav Heinze im Jahr 1919 schuf. Das Instrument besitzt ein Manual, sechs Register und ein Pedal und wurde von Klaus-Peter Weigelt im Jahr 1980 restauriert. Das Bauwerk ist im Innern flach gedeckt.
Auf dem Friedhof erinnert am südöstlichen Logenanbau ein Urnengrabmal an den 1828 verstorbenen J. H. F. Bering sowie seine 1803 verstorbene Frau. Es besteht aus einem quadratischen Sockel, darüber eine Inschriftenkartusche sowie darauf die Urne. Südwestlich erinnert ein Denkmal an die Gefallenen der Weltkriege. Westlich befinden sich die Gräber des ehemaligen Gutsbesitzers Max Haellmigk und seiner Frau Laura.